# Nicole Gatternig
Nicole Dominique Gatternig (* 12. Juli 1987 in Klagenfurt am Wörthersee, Kärnten) ist eine österreichische Fußballspielerin. Sie steht aktuell beim SK Sturm Graz unter Vertrag.

## Werdegang
Die Abwehrspielerin Gatternig begann ihre Karriere beim SK Kelag Kärnten 2009. Nach zwei Jahren wechselte sie zum FC St. Veit und bestritt dort 12 Spiele. 2012 kam sie für zwei Jahre zu den Carinthians Soccer Women, wo sie jedoch verletzungsbedingt nur in zehn Spielen auf den Platz stand. Während ihrer Verletzungspause trainierte Gatternig den Nachwuchs der Carinthians und bestritt mit diesen erfolgreich regionale und überregionale Futsal-Turniere, darunter auch den JAKO Frauenfutsalsupercup. Nach dem Vertragsende wechselte sie zum SK Sturm Graz.
Zwischen 2009 und 2011 bestritt Gatternig sechs Spiele für die Österreichische Fußballnationalmannschaft der Frauen. Sie gehörte auch zum Kader für den Algarve-Cup 2010, bei dem die Mannschaft bereits in der Vorrunde ausschied. Für die Qualifikation zur Europameisterschaft 2017 in Niederlanden steht sie im erweiterten Kader.